# アサシン クリード ユニティ
『アサシン クリード ユニティ』（英: Assassin's Creed Unity）は、ユービーアイソフトより北米において2014年11月11日、日本において2014年11月20日発売のゲームソフト。アサシン クリードシリーズ8作目の作品である。2013年に発売された『アサシン クリード IV ブラック フラッグ』の続編となり、また北米で同日に発売された『アサシン クリード ローグ』とのストーリー上の繋がりも有している。

## 概要
舞台はフランス革命中のパリ。シングルプレイでは革命の影で暗躍する勢力の正体を暴くため奔走するアルノ・ドリアンが主人公となる。ゲームプレイでは既存の三人称視点のワールド探査が踏襲されているが、戦闘・パルクール・ステルスシステムの刷新が図られている。またマルチプレイでは、シリーズ初の協力プレイが導入され、ストーリーやワールドマップでの探査などが含まれている。
今作のゲームプレイ部分は過去編のみとなっており、現代編は前作までとは異なりプレイヤーが操作する場面は存在せず、全編ムービーのみになっている（サーバーブリッジなど現代編の要素に関連するイベントやミッションはゲーム中に存在する）。

## ストーリー
2014年、アブスターゴ社はコンシューマ型アニムス「ヘリックス」を一般販売しており、一人のプレイヤーがヘリックスで「ジャック・ド・モレーの悲劇」をプレイしていた。内容はクレメンス教皇とフィリップ王に裏切られたテンプル騎士団及び最後の総長ド・モレーの悲劇的な最期を描いたものであり、騎士団は秘宝を守り抜いたが全滅し、ド・モレーも処刑された。その時、突如プレイが中断され、アサシン教団のビショップと名乗る女性がプレイヤーに接触してくる。ビショップはアブスターゴを隠れ蓑にしているテンプル騎士団がヘリックスを利用して歴史の操作を企んでいることを説明し、教団がヘリックス・サーバーから盗んだ極秘の遺伝子記憶データの一つを体験・調査することをプレイヤーに求めた。それはフランス貴族の家に生まれたアルノ・ドリアンの記憶だった。
幼少期に父を殺されたアルノはフランソワ・デ・ラ・セールの家に引き取られ、以後13年間暮らしてきた。1789年5月5日、デ・ラ・セール宛に重要かつ緊急の手紙が届き、アルノは手紙を届けるためにデ・ラ・セールを追って三部会に忍び込んだが、途中の騒動で配達を断念し、デ・ラ・セールの私室に手紙を残す。次にアルノはベルサイユ宮殿に忍び込み、恋人であるエリス・デ・ラ・セールとの一時の逢瀬を楽しんだが、帰り道でフランソワ・デ・ラ・セールが殺されているのを発見し、更に濡れ衣を着せられ逮捕されてしまう。バスティーユ牢獄に投獄されたアルノは同室の囚人であるピエール・ベレックと父の形見の懐中時計を巡って一悶着を起こしたが、ベレックの正体はアサシン教団のアサシンであり、アルノの父もアサシンだったことを明かされる。2ヶ月後、バスティーユ襲撃の混乱に乗じてアルノとベレックは共闘し脱獄した。その後アルノはエリスと再会したが、エリスは自身の父がテンプル騎士団パリ支部長だったことと、アルノの父がアサシンだったことを知っており、更にアルノが届け損ねた手紙は父に暗殺の危機を知らせる手紙だったことを明かす。エリスは父の遺志を継いで騎士団に入ることを決意しており、アルノを追い返してしまう。養父の死に対する贖罪を求め、アルノはアサシン教団に加入した。
一方、現代。アサシン教団への加入を決断したプレイヤーに、ビショップはアブスターゴの極秘計画「フェニックス・プロジェクト」の資料を見せる。昨年に多量の古代DNAを有する「賢者」の遺体を入手したことで始動したプロジェクトであり、アブスターゴは先駆者の遺伝子を解明するために賢者を探し求めていた。ビショップは過去に賢者と接触していたアルノの記憶を調べて、賢者の死体が残されている場所をアブスターゴよりも先に突き止める必要があると語った。
1791年、最後の試練を経て一人前のアサシンとして認められたアルノは、ベレックの後押しもあり熱望していたデ・ラ・セール殺人犯の暗殺任務を任される。調査中に出会ったマルキ・ド・サドことサド侯爵の情報もあり実行犯を暗殺したアルノは、サド侯爵からの更なる情報で、デ・ラ・セール殺害の凶器であるピンはフランソワ・トマ・ジェルマンという銀細工師が作ったことを知る。評議会の指示で潜入した店でアルノはジェルマンを見つけたが、ジェルマンはテンプル騎士団のパリ支部長クレティアン・ラフレニエールに軟禁されて武器製作を強要されていたと語り、助けを求めた。応じたアルノはジェルマンを逃がし、更なる調査でラフレニエールが教団襲撃を計画していることを知り、ラフレニエールを暗殺した。しかし、ラフレニエールはデ・ラ・セールに暗殺の危機を知らせる手紙を書いた本人だった。評議会は許可を得ずにラフレニエールを暗殺したアルノを非難したが、オノーレ・ミラボー支部長の執り成しもあり引き続きアルノに調査が任される。ラフレニエールが襲撃を予定していたクラブを調査したアルノは、テンプル騎士団内部の過激派がラフレニエール率いる保守派を始末するためにアサシンを利用したことと、更にエリスの抹殺も画策していることを知る。アルノはエリスを騎士団の刺客から救い、仇討ちのために教団に協力するよう説得した。しかし教団評議会の大半はエリスとの共闘に反対しており、賛成しているのはミラボー支部長のみだった。町に戻ったアルノとエリスだったが、エリスの情報を基にジェルマンの店を再調査した結果、ジェルマンこそが過激派のリーダーであり、デ・ラ・セールを殺した黒幕であることを知る。二人は教団に戻ったが、騎士団との和平を全否定するベレックによってミラボー支部長が毒殺されてしまう。アルノに問い詰められたベレックは教団を救うための行動であると強弁し、アルノにも協力を求めたが拒絶され、死闘を繰り広げる。ベレックはアルノを惑わした元凶と決め付けエリスを殺そうとしたが阻止され、アルノはベレックにとどめを刺した。
1792年、パリ・コミューン率いる暴徒がテュイルリー宮殿を包囲した。評議会の指示でアルノはミラボーが国王に宛てた手紙を回収するために宮殿へ潜入し、偶然居合わせたナポレオン・ボナパルトと協力して任務を遂行した。ナポレオンから聞いた情報を手掛かりにアルノとエリスはジェルマンの配下達を暗殺していき、ジェルマンが国王を処刑するための工作を行っていることと、その処刑場にジェルマンが姿を見せることを知る。国王の公開処刑を見物するジェルマンを見つけ出したアルノだったが、ジェルマンは兵士にアルノ達の相手を任せて逃走を図る。エリスは自分が兵を足止めしている間にジェルマンを追うようアルノに求めたが、アルノはエリスを守ることを優先し、ジェルマンを見失ってしまう。復讐を優先するエリスはアルノを非難し、アサシン教団評議会も独断専行を繰り返すアルノに除名処分を言い渡す。孤立無援となったアルノは数か月に亘って酒に溺れ続け、泥酔して荒れていた所でエリスと再会する。エリスは暴走したジェルマンがパリを恐怖政治で支配していることを語り、共にパリに戻ることをアルノに求めた。
1794年、パリに戻った二人はジェルマンに繋がる最後の手掛かりである、彼の指示で恐怖政治を導入したマクシミリアン・ロベスピエールに辿り着く。アルノとエリスはロベスピエールの権威を失墜させる工作を行い、権力の庇護を失ったロベスピエールを脅迫してジェルマンの居場所を突き止める。タンプル塔でアルノはジェルマンと対峙したが、ジェルマンが持つエデンの剣の力に圧倒される。エリスと協力してジェルマンに深手を負わせたアルノだったが、ジェルマンは反撃してアルノの動きを止め、再び逃走を図る。制止するアルノにエリスは謝罪の一言を掛け、逃げるジェルマンを追って斬り掛かった。動けるようになったアルノはジェルマンからエリスを救おうとしたが、一歩及ばずエデンの剣の力が暴発してエリスが死亡し、ジェルマンも瀕死の重体となる。アルノはアサシンブレードでジェルマンにとどめを刺した。死に際にジェルマンは自身が賢者であることを明かし、自分が死んでも世界は目論見通りに動き、それが少し遅れるだけだと嘯く。エリスの死体を抱え、アルノは塔を立ち去った。
アサシン教団の信条を誤って捉えていたことを認めたアルノは、再びアサシンとしての暗躍に戻る。数年後、アルノはナポレオンと共に再びタンプル塔を訪れた。ジェルマンの死体は白骨化して朽ちており、パリの地下墓地に埋葬された。ビショップは賢者の死体の位置を突き止めたプレイヤーの手柄を賞賛し、同時にこの死体からDNAデータを抽出される可能性も無いことに安堵した。

## 登場人物
アルノ・ヴィクトル・ドリアン
声-三木眞一郎
今作の主人公。1768年生まれ。表面的な振る舞いは剽軽な皮肉屋だが、本質は一途な激情家。父がアサシンであり、それを知らぬまま暮らしてきたが、元から「タカの眼」や現役アサシンにも劣らぬパルクール技術を身に付けていた。
幼い頃に父を失い、デ・ラ・セール家に引き取られたが、自らの過失が一因となり養父を殺され、養父の仇討ちと贖罪を求めてアサシン教団のアサシンになった。父の形見となった壊れた懐中時計に執着している。他作品の主人公アサシンのように暗殺した標的と対話することはできないものの、暗殺した標的の記憶の一部を読み取ることができる。
デ・ラ・セール家の娘であるエリスとは恋仲であり、父と養父に続いて彼女を失うことを何よりも恐れている。アサシンの才能を高く評価されている一方で教団の理念より自身の感情を優先する傾向が強く、評議会からも危惧されている。
エリス・デ・ラ・セール
声-豊口めぐみ
アルノの幼馴染であり恋人。デ・ラ・セール家の令嬢。勝ち気でお転婆な性格であり、子供の頃からアルノと共に様々な悪戯を働いていた。
父の仇を討つためにテンプル騎士団へ加入し、一度はアルノと離別したが、騎士団内部の過激派による粛清で仲間を失い、窮地に陥った所をアルノに救われる。以後は立場を超えてアルノと共闘し、ジェルマン率いる過激派に対抗する。
父の復讐を最優先にしており、彼女自身を守る事を優先するアルノとは衝突してしまうこともあった。

### アサシン教団
シャルル・ドリアン
アルノの父。表向きにはフランスの下級貴族だが、その正体はアサシン教団に所属するアサシン。息子と共に訪れたベルサイユ宮殿で秘宝を預けられたが、秘宝奪還を狙うテンプル騎士団の刺客に暗殺される。
オノーレ・ミラボー
声-桂一雅
フランス貴族。憲法制定国民議会に貴族議員として参加した、穏健派の中心人物。その正体はアサシン教団のパリ支部長。アルノの実力と熱意を買っている。
平和を望む意志は強く、アルノからも信頼されているが、その弱腰な姿勢に不満を抱く教団メンバーは少なくない。元々テンプル騎士団との和平を図っていたため、周囲の反対を押し切りエリスとの共闘を受け入れようとしていたが、反対していたベレックによって毒殺される。
ピエール・ベレック
アルノの父シャルルの戦友だったマスターアサシン。アルノが持っていた懐中時計から彼が戦友の息子であることを知り、時計を巡る一悶着からアルノに才能を見出し、アサシン教団へ勧誘した。
その後アルノを一人前のアサシンに鍛え上げる。アルノには厳しく接しているものの、教団の未来を担う存在として大いに期待を寄せている。
テンプル騎士団との和平を図るミラボーを快く思っておらず、ミラボーがエリスとの共闘を受け入れようとした際にも強く反発しており、エリスに濡れ衣を着せるためにミラボーを毒殺した。アルノにも同意を求めたが拒絶され、死闘の末に敗れアルノの手でとどめを刺された。

### テンプル騎士団
フランソワ・デ・ラ・セール
声-咲野俊介
フランスの下級貴族だが国王とも繋がりを持つ。エリスの父であり、アルノを引き取った養父。
その正体はテンプル騎士団のパリ支部長であり、アサシン教団との和平交渉を進めていたが、権力奪取を目論んだ騎士団内の過激派によって暗殺される。
クレティアン・ラフレニエール
デ・ラ・セール死後のテンプル騎士団パリ支部長。デ・ラ・セールが目指すアサシン教団との和平には最後まで反対していたが、騎士団内部の過激派の動きを掴み、デ・ラ・セールを救うために暗殺を警告する手紙を書いた。
デ・ラ・セールの死後は保守派を束ね、騎士団の掌握を目論むジェルマンと対立した。しかし、ジェルマンの策略で逆にデ・ラ・セールを殺した首謀者に仕立て上げられ、アルノに暗殺される。
フランソワ・トマ・ジェルマン
声-楠大典
パリの銀細工士。ラフレニエールに軟禁されて武器製作を強要されており、自身を助けたアルノに情報を提供する。しかし実際にはテンプル騎士団過激派のリーダーであり、デ・ラ・セールを殺した黒幕だった。
その正体は「賢者」であり、とある日に幻視した第一文明の光景に導かれてジャック・ド・モレーが隠した秘宝を手に入れ、自身が時を超えてド・モレーと繋がっていたことを理解する。騎士団ではデ・ラ・セール支部長の副官にまで登り詰めたが、急進的な思想を危惧されて追放され、その後表向きには死んだことになっていた。しかし、裏では「支部長」を僭称して過激派を束ねており、ライバルを排除してパリ支部長の座を奪った。民衆に自由に対する恐怖を植え付けることで、自身が築く新秩序に服従させようとしていた。
マクシミリアン・ロベスピエール
声-川中子雅人
フランスの政治家。ジャコバン派のリーダーとして恐怖政治を行った。その正体はテンプル騎士であり、ジェルマンの部下。
アルノとエリスの工作で大人数の政敵を処刑しようとしていたことを暴露され逮捕された。護送中にパリ・コミューンに救出されたが、ジェルマンの救援を待っている間に侵入してきたアルノ達に脅迫され、ジェルマンの居場所を明かす。最終的にはアルノ達と入れ替わりに突入してきた国民衛兵によって再逮捕された。

### その他
ルイ16世
声-室園丈裕
フランスブルボン朝第5代国王。財政破綻への対処を誤り続け、遂に不満を爆発させた国民に革命を起こされてしまう。
ジェルマン率いるテンプル騎士団による工作で処刑を科され、革命広場（現コンコルド広場）で斬首刑にされた。
マルキ・ド・サド
声-藤原啓治
サド侯爵の名で知られるフランス貴族にして小説家。過激な内容の作品を出しているために何度も刑務所や精神病院に送られており、アルノが逮捕された時にも同じバスティーユ牢獄に投獄されていた。変質的な振る舞いが目立つものの、確かな情報力を持つ強かな人物。
利用しようとする魂胆が見え隠れすることや異常な趣味ゆえにアルノからは敬遠されているが、彼の方はアルノに注目しており、利害が一致した時には積極的な情報提供を行ってくる。
ナポレオン・ボナパルト
声-高橋広樹
フランス軍将校。後のフランス皇帝。秘密裏に国王の書斎に潜り込んでいた時にアルノと鉢合わせ、互いの目的のために協力する。
標的の情報を教える等アルノに関心を持っており、元帥への昇進を保証した上でアルノを軍に勧誘したこともある。

### 現代編
（プレイヤー）
現代編において、アルノの記憶を追体験する人物。名も無き一般人で、作中でも姿や名前、性別などの言及はない。アブスターゴ社のゲーム機「ヘリックス（HELIX）」を通じてアルノとシンクロしていたが、その素質をビショップに見いだされアサシン教団へ入団する。
ビショップ
黒髪の女性でアサシン教団の一員。アブスターゴ社の計画を阻止すべく、プレイヤーと接触する。プレイヤーのことを「新人さん」と呼ぶ。
ショーン・ヘイスティングス
アサシン教団の一員。ビショップからは「ディーコン」と呼ばれている。アブスターゴのサーバースイープに追跡された際には、サーバーブリッジを開いてプレイヤーを一時避難させる。

## ノートルダム大聖堂の火災を受けて
2019年4月15日に発生したノートルダム大聖堂の火災を受け、「以前の大聖堂の美しさを知ってもらいたい」との理由から、ユービーアイソフトは同年4月18日から1週間限定で本作のPC版の無料配布を決定、さらにノートルダム大聖堂の修繕のために50万ユーロを寄付することを明らかにした。

なお、一部のメディアはゲーム内の3Dモデルが大聖堂の再建に使われる可能性を示唆したが、ユービーアイソフトは取材に対し「再建計画には関わっていない」とコメントしている。

## 不具合騒動
発売直後から世界中のPC版を含む多くのプラットフォームでフレームレートの低下、ゲームのクラッシュ、突如としてプレイヤーキャラクターが地面の下に落下するなど、様々なバグ（グリッチ）がユーザーから報告され大きな騒動となった。

ユービーアイソフト側は正式にこれらの不具合を認め、パッチの制作に取り掛かると同時にUbisoft Montreal CEOであるヤニス・マラ（Yannis Mallat）がブログ上で謝罪する事態となった。

更にお詫びとしてシーズンパス購入者には同社の他作品のうち1つのゲームを無償で提供、単体での購入者にはDLC第一弾である『Dead Kings』の無償配布を発表し、併せてシーズンパスの廃止を決定した。

また、ユービーアイソフト側がメディアに対して本作のレビュー公開をリリース後12時間まで禁止する措置を取ったことも問題視されたため、ユービーアイソフト側はレビューポリシーの改定を検討しているとした。

これらの一連の騒動によりユービーアイソフトの株価は本作リリース後初週で一時9.12%下落した。